# Oscar Caro
Oscar Caro (ur. 15 czerwca 1852 we Wrocławiu, zm. 9 grudnia 1931 w Pałacu Paulinum w Jeleniej Górze) – przedsiębiorca gliwicki.

## Życiorys
Oscar Caro urodził się w bogatej rodzinie przemysłowców żydowskich wywodzącej się z Wrocławia. Jego dziadek Moritz Izaak Caro założył w 1807 roku we Wrocławiu firmę „Handelsgesellschaft M. J. Caro – Eisenhandel”. Ojciec Robert Caro (1819–1875) założył w 1848 roku hutę „Hermina” w Łabędach koło Gliwic. W tym okresie rodzina Caro przeniosła się z Wrocławia do Gliwic. Jego matką była Hermine z domu Kern (1826–1889).
Po śmierci ojca w 1875 roku Oscar Caro objął kierownictwo górnośląskiej części a jego brat Georg (1849 Wrocław – 1913 Wilkendorf) – wrocławskiej. W 1887 roku był jednym ze współzałożycieli Związku Walcowni Górnośląskich i Związku Walcowni Niemieckich.
W 1883 roku Oscar Caro i jego brat stali się właścicielami huty „Julia” w Bobrku pod Bytomiem. W 1887 roku doprowadził do połączenia huty „Hermina” w Łabędach z firmą „Heinrich Kern & Co” (fabryka drutu) i hutą „Baildon” w Katowicach. W wyniku fuzji powstał koncern Oberschlesische Eisenindustrie AG für Bergbau und Hüttenbetrieb. Później dołączono do niego także hutę „Silesia” w Rybniku. Dyrektorem generalnym całego przedsiębiorstwa stał się Oscar Caro. W 1908 roku firma przejęła zakłady metalowe położone w wiosce Osowiec Śląski pod Opolem. Tymczasem jego brat Georg rozbudował wrocławską część rodzinnej firmy, a w 1910 roku doprowadził do połączenia firm M. J. Caro & Sohn, Eduard Lindner i Jacob Ravene & Söhne z 40 filialnymi firmami. Powstało w ten sposób przedsiębiorstwo Deutscher Eisenhandel AG o kapitale 23 milionów marek.
W 1905 roku Oscar wycofał się z zarządu firmy i przeprowadził z Gliwic do Jeleniej Góry. Główny nacisk kładł na produkcję wysokorafinowanych wyrobów żelaznych poprzez rozbudowę huty i walcowni oraz zapewnienie dostaw rudy żelaza.
W 1906 roku Oskar Carlo rozpoczął przebudowę i modernizację pałacu Paulinum w Jeleniej Górze. Powierzył to zadanie wrocławskiemu architektowi Karlowi Grosserowi, który rozbudował pałac w duchu eklektycznym..
Oscar Caro ożenił się z Florą, córką architekta Salomona Lubowskiego. Miał z nią syna Roberta i córkę Idę Helenę.
Oscar Caro zmarł 9 grudnia 1931 w Pałacu Paulinum w Jeleniej Górze.

## Pamiątki po Oscarze Caro
W Gliwicach zachowała się zbudowana w latach 1882–1885 rezydencja Oscara Caro. Autorem projektu i fundatorem był Salomon Lubowski – teść Oscara, a jednocześnie właściciel firmy budowlanej. Willa stała się prezentem ślubnym dla młodej pary. Po śmierci Oscara Caro, w roku 1934 budynek został zamieniony w muzeum.
Po śmierci Oscara Caro w roku 1931 pałac Paulinum w Jeleniej Górze został zakupiony przez Niemiecki Front Pracy, który przebudował go na centrum szkoleniowe NSDAP. Od 2002 roku pałac jest własnością prywatnej spółki i mieści się w nim hotel wraz z restauracją.
W Gliwicach znajduje się ulica Oscara Caro.